# Zeche Freudenberg (Dortmund)
Die Zeche Freudenberg in Schüren ist ein ehemaliges Steinkohlenbergwerk. Trotz der über 70-jährigen Bergwerksgeschichte wird über das Bergwerk nur wenig berichtet.

## Bergwerksgeschichte
Im Jahr 1754 lag das Bergwerk bereits in Fristen. Am 5. Januar des Jahres 1755 lag das Bergwerk weiterhin in Fristen. Zu diesem Zeitpunkt war der Stollen des Bergwerks bis zu einer geologischen Störung aufgefahren worden. Am 14. März des Jahres 1776 wurde die Mutung auf einen Stollen an der Emscher eingelegt. Im Stollen war ein Flöz mit einer Mächtigkeit von 25 Zoll vorhanden. Davon waren nur 12 Zoll Steinkohle, die restlichen 13 Zoll waren Brandschiefer. Im Anschluss an die Mutung wurde zunächst das Flöz in Verhieb genommen, jedoch war der Abbau aufgrund der schlechten Kohle nicht lohnend. Im Jahr 1788 wurde ein Längenfeld vermessen. In den Monaten Mai bis August des Jahres 1808 wurden im Stollen Aufwältigungsarbeiten durchgeführt. Ab dem September desselben Jahres war das Bergwerk außer Betrieb. Am 22. Juli des Jahres 1811 wurde den Mutern aufgrund eines Urteils des Berggerichts in Wetter das gemutete Grubenfeld zuerkannt. In dem Grubenfeld befanden sich drei Flöze, die mit dem Stollen der Zeche Freudenberg überfahren worden waren. Im Jahr 1826 gehörte die Berechtsame bereits der Zeche Vereinigte Himmelfahrt & St. Martin Nr. 4.